# 倪尚达
倪尚达（1898年6月9日—1988年9月17日）江蘇省上海縣（今上海浦東）人，中国物理学家，电磁学、无线电学专家，中国无线电教育的先驱。
- 1898年6月9日生于上海浦东召家楼镇。8岁入私塾，9岁入召楼初小，4年后入广智学校读高小，两年后毕业考取江苏省立水产学校。
- 1915年考进南京高等师范学校，1919年理化本科毕业，任南京高等师范学校附属中学数学教员。
- 1921年由南洋兄弟烟草公司资助赴美国，就读于麻省理工学院电机系，1923年获碩士学位后进入哈佛大学物理系学习无线电，1924年再获硕士学位。入西屋电器公司（Westinghouse）工作，期间研制了整流器所用的第一氧化铜。
- 1925年12月回国，先后任教于杭州浙江工业专科学校、上海南洋大学、天津北洋大学。1926年为國立中央大學物理系主持设计制造了一台7.5瓦的无线电播音机，起到了科普作用。
- 1928年任國立中央大學物理系教授，后曾任系主任。1929年所著《无线电学》是中国最早的无线电专著，被誉“学习无线电之善本”，除在中国外，在东南亚地区颇有影响。
- 1937年随中大西迁重庆，1939年兼任中央通讯社顾问工程师。后被航空委员会借调至成都无线电修配厂任厂长，3年后辞职。任西迁成都的金陵大学无线电专业教授。
- 1946年随金陵大学返回南京，兼任中央通讯社电务部总工程师、国防部雷达研究所顾问。
- 1950年，倪尚达撰写了《中国三十年来的无线电》专论，发表在《科学》上，总结了中国无线电艰苦发展的历程。
- 1952年，高等院校院系调整后分配至南京工学院基础课程部物理教研组。后南京化工学院成立时曾请倪尚达出任物理教研组组长，倪尚达说“从1915年起，我就来到这里，一草一木十分留恋”，继续留在南京工学院。
- 文化大革命期间受到迫害。
- 1988年9月17日在南京逝世。